# Jagdstaffel 78

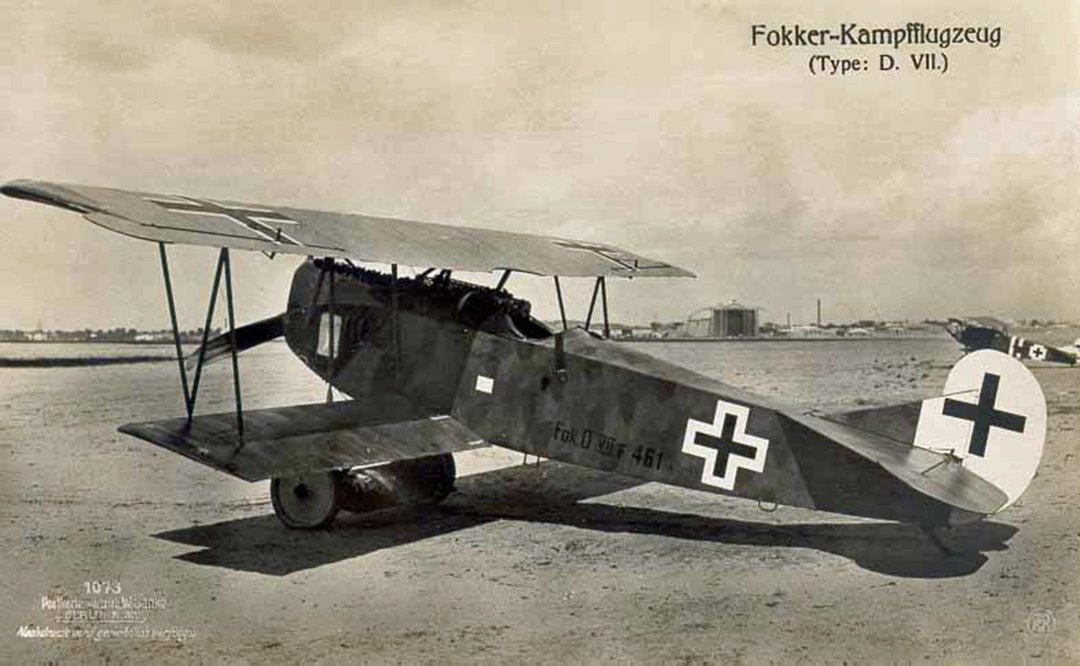
Fokker D.VII – podstawowy samolot Jasta 78.

Jagdstaffel 78 – Bayerische Jagdstaffel Nr. 78 – Jasta 78b – jednostka lotnictwa niemieckiego Luftstreitkräfte z okresu I wojny światowej.

## Informacje ogólne
Jednostka została utworzona w grudniu 1917 roku. Organizację eskadry powierzono porucznikowi Reinholdowi Ritter von Benzowi.
W marcu 1918 roku przydzielona była razem z Jagdstaffel 33 i Jagdstaffel 70 do Kommandeur der Flieger Armii A.
W całym okresie swojej działalności operowała na froncie zachodnim. Eskadra walczyła przede wszystkim na samolotach Fokker D.VII, ale także na Pfalz D.XII.
Przez jej skład przeszli: Reinhold Ritter von Benz, porucznik Eduard Prime (3), Fritz Pösch, Peter Wagner.

## Dowódcy Eskadry
| Stopień   | Nazwisko                 | Okres                   |
| --------- | ------------------------ | ----------------------- |
| Porucznik | Reinhold Ritter von Benz | 15.12.1917 – 13.08.1918 |
|           |                          | 13.08.1918 – 11.11.1918 |